# 房洪彪案
房洪彪案，是中国山东人房洪彪被指控强奸其亲生女儿的冤案。房洪彪2010年被判刑11年，2018年出狱，2019年被改判无罪。

## 始末
2009年12月，因涉嫌强奸亲生女儿阿欣（化名，未满14岁），房洪彪被刑拘。2010年1月10日，房洪彪被批准逮捕。沂源县人民检察院提起公诉。2010年5月24日，沂源县人民法院一审，认定房洪彪犯强奸罪，判6年。房洪彪以无罪上诉，公诉方则以“判轻了”抗诉。11月淄博中院二审宣判，房洪彪被改判11年。此后，“房洪彪强奸案”成为中国司法案例网教案，还入选最高法院中国应用法学研究所编写的《量刑规范化典型案例》。
经减刑，2018年6月11日房洪彪出狱，被羁押3104天。同年，淄博市人民检察院提请山东省人民检察院抗诉。2019年3月，房洪彪前妻左进爱自杀。2019年5月再审开庭，阿欣出庭作证称，报案是母亲逼迫的。2019年7月19日，青岛中院判决房洪彪无罪。2019年11月6日，房洪彪向淄博中院申请国家赔偿。2020年2月27日，淄博中院作出国家赔偿决定，赔偿人身自由赔偿金98.07万元，按人身自由赔偿金的35%赔偿精神损害抚慰金34.32万元。